# Exenterus confusus
Exenterus confusus är en stekelart som beskrevs av Kerrich 1952. Exenterus confusus ingår i släktet Exenterus och familjen brokparasitsteklar. Arten är reproducerande i Sverige. Inga underarter finns listade i Catalogue of Life.